# Wandbild des Grafen Anton Günther

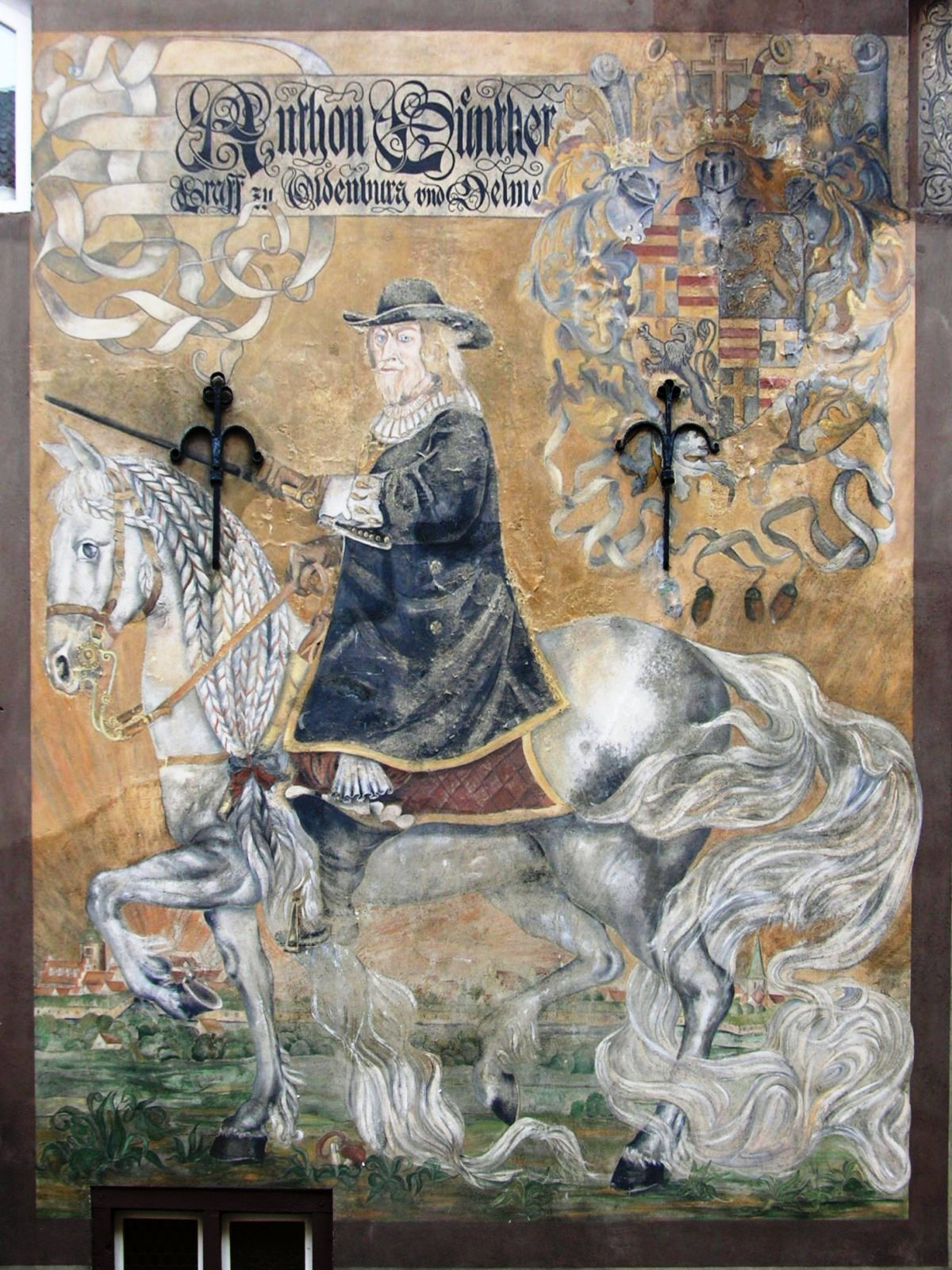
Zustand im März 2005

Das Wandbild des Grafen Anton Günther ist ein Wandgemälde des deutschen Malers August Oetken in der niedersächsischen Stadt Oldenburg. Er schuf es ca. 1894/95 im Auftrag des Architekten Ludwig Klingenberg für das im Zentrum der Stadt (Ecke Lange Straße/Kurwickstraße) gelegene „Hotel Graf Oldenburg“. Die Malerei an der Ostwand des Gebäudes zeigt in überlebensgroßer Darstellung den Oldenburger Grafen Anton Günther auf seinem Lieblingspferd, dem Apfelschimmel „Kranich“.

## Technik und Geschichte
Das Bild entstand in Silikatmalerei. 1951 folgte eine große Ergänzung durch den Maler Kurt Sandstede. Eine erste größere Restaurierung wurde 1991 vorgenommen, eine zweite ab Sommer 2010. Dabei wurde die im unteren Teil des Bildes eingearbeitete Stadtsilhouette wieder sichtbar gemacht. Die Arbeiten sind seit September 2010 abgeschlossen. Die Kosten betrugen etwa 10.000 €.